# Iorweth ap Bleddyn
Iorwerth ap Bleddyn (né vers 1053–1111) est un coprince de Powys dans l'est du pays de Galles pendant 15 ans de 1088 à 1103 puis de 1110 à 1111

## Origine
Iorwerth est le fils de Bleddyn ap Cynfyn il est roi de Powys et Gwynedd. Quand Bleddyn est tué  1075, le Powys est divisé entre trois de ses fils, Iorwerth, Cadwgan et Maredudd.  

## Biographie
Iorwerth, Cadwgan et Maredudd contrôlent leurs territoires respectifs comme vassaux de Robert II de Bellême, 3e comte de  Shrewsbury. En 1102 le turbulent comte est convoqué à la cour du roi Henri Ier d'Angleterre pour répondre d'accusations sur sa conduite. Robert de Bellême répond en organisant une rébellion contre le roi. Les trois frères initialement partisans de Robert de Bellême prennent les armes en son nom et pillent le Staffordshire. 
Le roi d'Angleterre envoie Guillaume Pantol comme émissaire afin de détacher Iorwerth, considéré comme le plus puissant des trois frères, de son alliance avec Robert et ses propres frères, en lui proposant d'importantes donations de domaines. 
La mission de Pantol est un plein succès et Iorwerth à la tête d'une armée de Gallois ravage pour le compte du roi le Shropshire. Robert de Bellême est obligé de se rendre et il est banni du royaume. Iorwerth capture son frère Maredudd ap Bleddyn et le livre au roi
Le ralliement de Iorwerth au roi Henri Ier est cependant de courte durée car une grande partie des domaines qui lui avaient été promis est attribuée à d'autres, et en 1103 Iorwerth est traduit devant un tribunal royal à Shrewsbury, condamné et emprisonné il reste en prison jusqu'en 1110. Cette année-là Owain ap Cadwgan, le fils de son frère  Cadwgan, enlève sa cousine Nest, fille de Rhys ap Tewdwret  épouse  du baron anglo-normand Gérald de Windsor, châtelain de Pembroke, et rallume ainsi la guerre au pays de Galles. 
Iorwerth parvient à chasser du Powys  ses neveux Owain ap Cadwgan et Madog ap Rhyryd qui se réfugient au Ceredigion puis s'exilent en Irlande et retrouve pour peu de temps son royaume . En 1111 l'allié d'Owain, Madog ap Rhiryd revient, attaque Iorwerth dans sa résidence située dans les environs de Caereinion. La garde d'Iorwerth est mise en fuite, la maison incendiée et Iorwerth pour échapper à ses ennemis doit se réfugier dans le bâtiment en flammes où il périt. Il ne laisse aucun héritier, et quand Cadwgan peu après est tué lui aussi par Madog ap Rhyryd, Owain ap Cadwgan devient le seul roi de Powys.